# 곤도마르

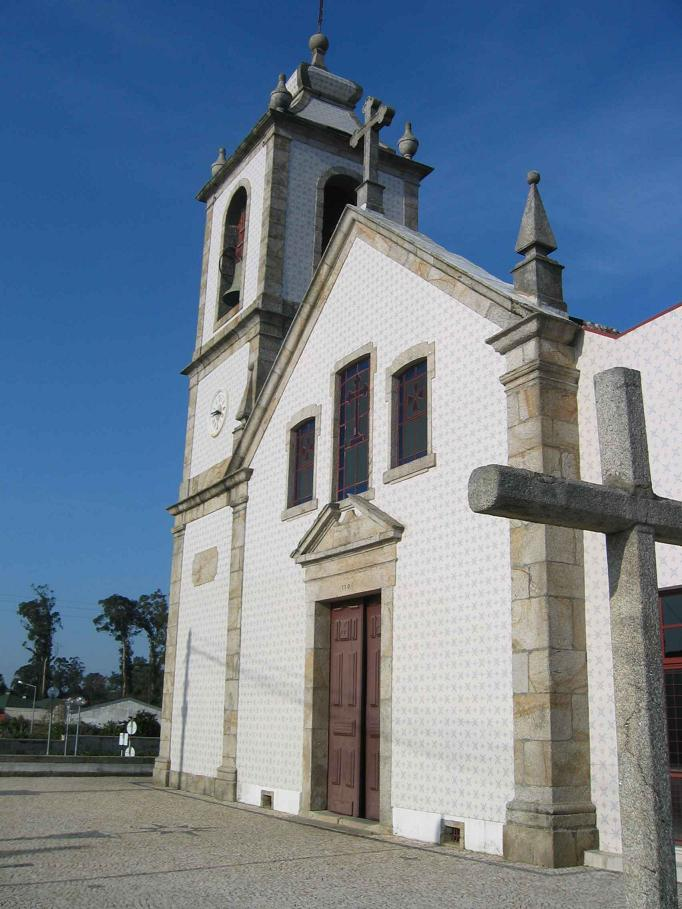
곤도마르 판제르스(Fânzeres) 교회

곤도마르의 위치

곤도마르(포르투갈어: Gondomar)는 포르투갈 포르투 현에 위치한 도시로 면적은 131.86km2, 인구는 168,027명(2011년 기준), 인구 밀도는 1,300명/km2이다. 포르투 대도시권에 위치하며 보석 산업으로 유명한 도시이다.

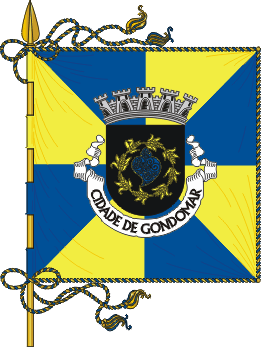
시기
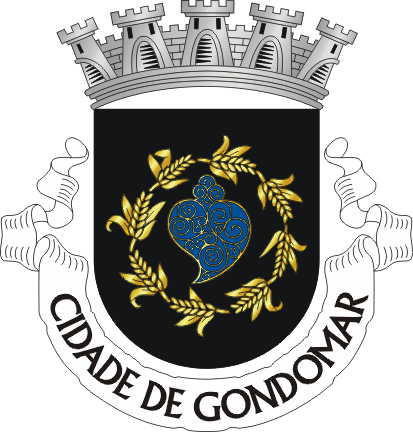
시 문장